# Прашшлер, Дьюла
Дьюла Прашшлер (рум. Iuliu Prassler) или Юлий Иосиф Прашшлер (рум. Iulian Iosif Prassler) 16 января 1916 — 1942 — игрок национальной сборной Румынии по футболу, выступал на чемпионате мира 1938 года.

## Карьера
За клубную карьеру провел 77 матчей в высшем дивизионе Румынии, в которых забил 39 мячей.
Дебютный матч за сборную Румынии сыграл 8 мая 1938 года против Югославии. На чемпионате мира 1938 года принял участие в одной игре — переигровке матча 1/8 финала 9 июня 1938 года против Кубы.